# سنت-مارت، کبک
سنت-مارت (به فرانسوی: Sainte-Marthe) شهری در منطقه شهری وودروی-سولانژ ناحیه مونترژی در استان کبک کانادا است. در سرشماری سال ۲۰۱۱ این شهر ۱٬۱۴۲ نفر جمعیت داشته‌است و مساحت آن ۸۰٫۲۳ کیلومتر مربع است.